# Potnia maculata
Potnia maculata är en insektsart som beskrevs av William D. Funkhouser. Potnia maculata ingår i släktet Potnia och familjen hornstritar. Inga underarter finns listade i Catalogue of Life.